# پاین
پاین (به انگلیسی: Pine) یک رایانامه‌خوان مبتنی بر متن که به صورت رایگان‌افزار توسط دانشگاه واشنگتن عرضه شده‌است. اولین نسخه این برنامه در سال ۱۹۸۹ نوشته‌شده‌بود.